# پایسن (زالکرایس)
پایسن (به آلمانی: Peißen) یک منطقهٔ مسکونی در آلمان است که در لندزبرگ، زاکسن-آنهالت واقع شده‌است. پایسن ۱٬۰۱۹ نفر جمعیت دارد.